# Blumberg (Ahrensfelde)
Blumberg è una frazione del comune tedesco di Ahrensfelde; comprende la località abitata di Elisenau.

## Storia
Blumberg fu citata per la prima volta nel 1237, e costituiva un piccolo centro rurale.
Il 26 ottobre 2003 il comune di Blumberg fu fuso con i comuni di Ahrensfelde, Eiche e Lindenberg, formando il nuovo comune di Ahrensfelde-Blumberg, dal 2004 denominato semplicemente Ahrensfelde.